# Александър Муратов
Александър Муратов (Христо Мотов Мишев) е български поет и преводач.

## Биография
Александър Муратов  е роден на 15 юни 1914 г. в с. Ясен, Плевенско. Учи в Плевенската гимназия. Средно образование завършва в Държавно смесено педагогическо училище „Цар Борис III“ (Ловеч) (1932).
Воюва в Испания по време на Гражданската война, където е пленен. Около осем месеца е държан в лагер за военнопленници във Франция. След като е реабилитиран записва романска филология в Сорбоната, но лошото му здравословно състояние го принуждава да се върне в София. Завършва висшето си образование в Софийския университет. Като студент участва в литературния кръжок „Христо Смирненски“. Сътрудничи на легалните издания на РМС.
Работи като учител в Асеновград и с. Славяново, Никополско (1941-1944). Печата свои творби за първи път в сп. „Българска реч“ през 1931 г. Известно време е редактор на сп. „Кооперативно другарче”, дългогодишен главен редактор на списание „Пламъче“ и председател на плевенското дружество на писателите. Името му е по-популярно като преводач на испанска, латиноамериканска, руска, полска, френска и италианска поезия (в тандем с Атанас Далчев). Навремето с техните имена излизат 8 безценни тома световна поезия.
Присъден му е „Кралски орден“ I степен (Испания) „за принос в популяризирането на испанския език и литература“.

## Творчество
Издава стихосбирките:
- Близо и далече (1940)
- Дунавска пролет (1950)
- Сегашно време (1955)
- Спасена светлина (1960)
- На разни адреси. Сборник сатирични творби (1962)
- Предвестник. Избрани стихотворения (1964)
- Малък квартал (1968)
- Под други небеса (1970)
- На тоя свят (1973)
- Хлябът на дните. Избрани стихотворения (1974)
- Жива природа (1975)
- Горещници (1980)
- Пробен камък (1990) и др.
- книги за деца.